# Дальний (Ханты-Мансийский автономный округ)
Дальний — посёлок в России, в Кондинском районе Ханты-Мансийского автономного округа — Югры России. Входит в состав сельского поселения Леуши.
Расположен на западном берегу озера Сатыгинский Туман.

## Население
| 2010 |
| ---- |
| 158  |

## Климат
Климат резко континентальный, зима суровая, с сильными ветрами и метелями, продолжающаяся пять-шесть месяцев. Лето относительно тёплое, но быстротечное.